# Trippin' on a Hole in a Paper Heart
Trippin' on a Hole in a Paper Heart è un singolo del gruppo musicale statunitense Stone Temple Pilots, pubblicato nel 1996 come secondo estratto dal terzo album in studio Tiny Music... Songs from the Vatican Gift Shop.
Il brano è stato composto da Eric Kretz, con testo scritto da Scott Weiland.

## Tracce
1. Trippin' on a Hole in a Paper Heart
2. Pop's Love Suicide
3. Ride the Cliché

## Formazione
- Scott Weiland – voce
- Dean DeLeo – chitarra
- Robert DeLeo – basso
- Eric Kretz – batteria

## Classifiche
| Classifica (1996)             | Posizione massima |
| ----------------------------- | ----------------- |
| Canada (rock/alternative)     | 1                 |
| Stati Uniti (alternative)     | 3                 |
| Stati Uniti (mainstream rock) | 1                 |